# فهرست سفرهای بین‌المللی شاهان ایران
این فهرست دربرگیرنده سفرهای بین‌المللی شاهان ایران در دوران معاصر (سده نوزدهم و سده بیستم) است:

## قاجاریان

### ناصرالدین شاه

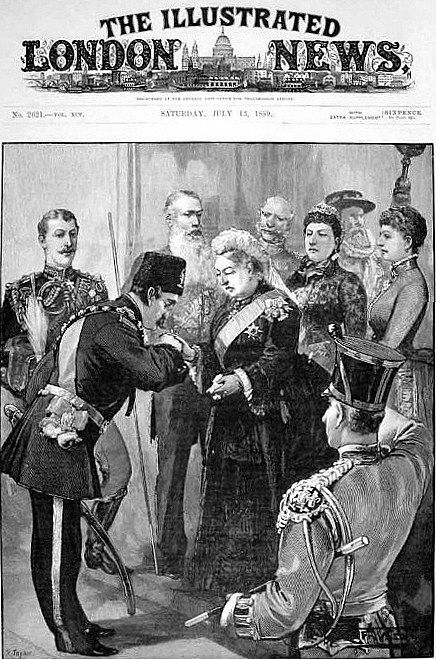
ناصرالدین شاه و ملکه ویکتوریا در ۱۸۷۳

رژه در پارک ویندسور به افتخار شاه ایران، ۲۴ ژوئن ۱۸۷۳

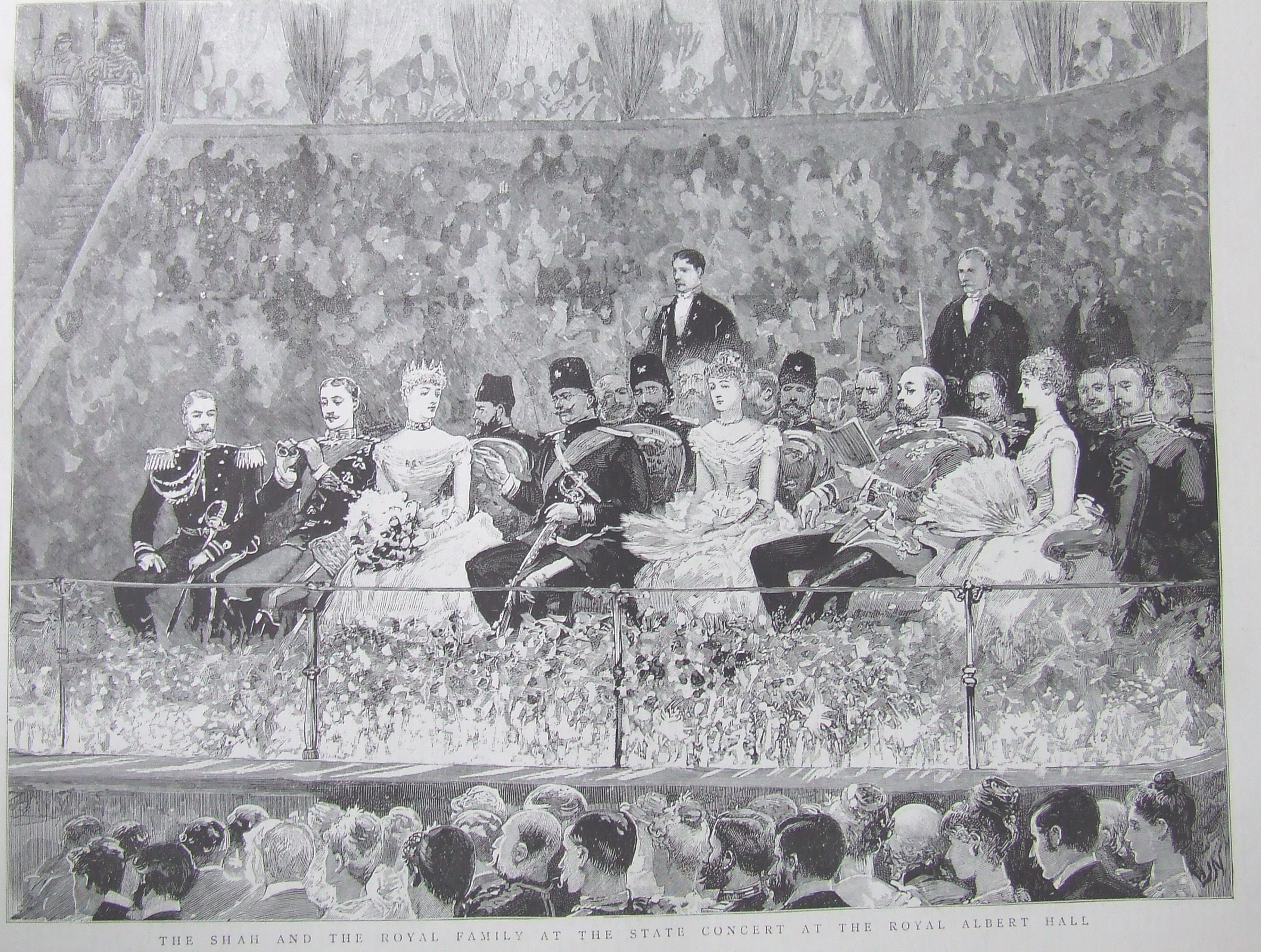
شاه و خاندان سلطنتی انگلیس در ۱۸۸۹

| \| تاریخ \| شهر و کشور \| جزئیات \| \| ------- \| ------------------------------------ \| ------------------------------------------------------------------------------------------------------------------------------------------------------- \| \| ۱۸۷۳ \| \| \| \| مه ۱۸۷۳ \| امپراتوری روسیه \| نخستین سفر بین‌المللی شاه ایران معاصر ملاقات با امپراتور الکساندر دوم دریافت نشان سنت اندرو، نشان سنت الکساندر نوسکی، نشان سنت استانیسلاس و نشان سنت آنا \| \| ۱۸۷۳ \| امپراتوری آلمان · پادشاهی پروس \| ملاقات با امپراتور ویلهلم یکم و اتو فون بیسمارک و دریافت نشان عقاب سیاه و نشان عقاب سرخ \| \| ۱۸۷۳ \| بلژیک \| ملاقات با شاه لئوپولد دوم و دریافت نشان لئوپولد \| \| ۱۸۷۳ \| پادشاهی متحد بریتانیای کبیر و ایرلند \| ملاقات با ملکه ویکتوریا و دریافت نشان بند جوراب \| \| ۱۸۷۳ \| فرانسه \| ملاقات با رئیس‌جمهور پاتریس دو مک ماهون \| \| ۱۸۷۳ \| سوئیس \| \| \| ۱۸۷۳ \| ایتالیا \| ملاقات با ویتوریو امانوئله دوم \| \| ۱۸۷۳ \| اتریش-مجارستان \| ملاقات با فرانتس یوزف یکم \| \| ۱۸۷۳ \| امپراتوری عثمانی \| \| \| ۱۸۷۸ \| \| \| \| مه ۱۸۷۸ \| امپراتوری روسیه \| ملاقات با امپراتور الکساندر دوم \| \| مه ۱۸۷۸ \| امپراتوری آلمان · پادشاهی پروس \| ملاقات با امپراتور ویلهلم یکم \| \| ۱۸۷۸ \| فرانسه \| ملاقات با رئیس‌جمهور پاتریس دو مک ماهون \| \| ۱۸۷۸ \| اتریش-مجارستان \| ملاقات با فرانتس یوزف یکم \| \| ۱۸۸۹ \| \| \| \| ۱۸۸۹ \| امپراتوری روسیه \| ملاقات با الکساندر سوم \| \| ۱۸۸۹ \| پادشاهی متحد بریتانیای کبیر و ایرلند \| ملاقات با ملکه ویکتوریا \| \| ۱۸۸۹ \| فرانسه \| ملاقات با رئیس‌جمهور ماری فرانسوا سعدی کارنو \| \| 1889 \| امپراتوری عثمانی \| ملاقات با عبدالحمید دوم \| |                                      | |
| تاریخ | شهر و کشور                           | جزئیات |
| ۱۸۷۳ |                                      | |
| مه ۱۸۷۳ | امپراتوری روسیه                      | نخستین سفر بین‌المللی شاه ایران معاصر ملاقات با امپراتور الکساندر دوم دریافت نشان سنت اندرو، نشان سنت الکساندر نوسکی، نشان سنت استانیسلاس و نشان سنت آنا |
| ۱۸۷۳ | امپراتوری آلمان · پادشاهی پروس       | ملاقات با امپراتور ویلهلم یکم و اتو فون بیسمارک و دریافت نشان عقاب سیاه و نشان عقاب سرخ                                                                 |
| ۱۸۷۳ | بلژیک                                | ملاقات با شاه لئوپولد دوم و دریافت نشان لئوپولد |
| ۱۸۷۳ | پادشاهی متحد بریتانیای کبیر و ایرلند | ملاقات با ملکه ویکتوریا و دریافت نشان بند جوراب |
| ۱۸۷۳ | فرانسه                               | ملاقات با رئیس‌جمهور پاتریس دو مک ماهون |
| ۱۸۷۳ | سوئیس                                | |
| ۱۸۷۳ | ایتالیا                              | ملاقات با ویتوریو امانوئله دوم |
| ۱۸۷۳ | اتریش-مجارستان                       | ملاقات با فرانتس یوزف یکم |
| ۱۸۷۳ | امپراتوری عثمانی                     | |
| ۱۸۷۸ |                                      | |
| مه ۱۸۷۸ | امپراتوری روسیه                      | ملاقات با امپراتور الکساندر دوم |
| مه ۱۸۷۸ | امپراتوری آلمان · پادشاهی پروس       | ملاقات با امپراتور ویلهلم یکم |
| ۱۸۷۸ | فرانسه                               | ملاقات با رئیس‌جمهور پاتریس دو مک ماهون |
| ۱۸۷۸ | اتریش-مجارستان                       | ملاقات با فرانتس یوزف یکم |
| ۱۸۸۹ |                                      | |
| ۱۸۸۹ | امپراتوری روسیه                      | ملاقات با الکساندر سوم |
| ۱۸۸۹ | پادشاهی متحد بریتانیای کبیر و ایرلند | ملاقات با ملکه ویکتوریا |
| ۱۸۸۹ | فرانسه                               | ملاقات با رئیس‌جمهور ماری فرانسوا سعدی کارنو |
| 1889 | امپراتوری عثمانی                     | ملاقات با عبدالحمید دوم |

### مظفرالدین‌شاه

شاه و همراهانش در یک آبگرم فرانسوی در ۱۹۰۲

| \| تاریخ \| شهر و کشور \| جزئیات \| \| -------- \| ------------------------------------ \| --------------------------- \| \| ۱۸۹۸ \| \| \| \| ۱۸۹۸ \| امپراتوری روسیه \| \| \| ۱۸۹۸۱۸۹۸ \| اتریش-مجارستان \| \| \| ۱۸۹۸ \| سوئیس \| \| \| ۱۸۹۸ \| امپراتوری آلمان · پادشاهی پروس \| \| \| ۱۸۹۸ \| بلژیک \| \| \| ۱۸۹۸ \| فرانسه \| \| \| ۱۸۹۸ \| امپراتوری عثمانی \| \| \| ۱۹۰۲–۳ \| \| \| \| ۱۹۰۲ \| اتریش-مجارستان \| \| \| ۱۹۰۲ \| امپراتوری آلمان · پادشاهی پروس \| دریافت نشان عقاب سیاه \| \| ۱۹۰۲ \| بلژیک \| \| \| ۱۹۰۲ \| فرانسه \| \| \| ۱۹۰۲ \| ایتالیا \| دریافت نشان عالی بشارت مقدس \| \| ۱۹۰۲ \| پادشاهی متحد بریتانیای کبیر و ایرلند \| \| \| ۱۹۰۵ \| \| \| \| ۱۹۰۵ \| امپراتوری آلمان · پادشاهی پروس \| \| \| ۱۹۰۵ \| اتریش-مجارستان \| \| \| ۱۹۰۵ \| بلژیک \| \| \| ۱۹۰۵ \| فرانسه \| \| \| ۱۹۰۵ \| امپراتوری روسیه \| \| |                                      |                             |
| تاریخ | شهر و کشور                           | جزئیات                      |
| ۱۸۹۸ |                                      |                             |
| ۱۸۹۸ | امپراتوری روسیه                      |                             |
| ۱۸۹۸۱۸۹۸ | اتریش-مجارستان                       |                             |
| ۱۸۹۸ | سوئیس                                |                             |
| ۱۸۹۸ | امپراتوری آلمان · پادشاهی پروس       |                             |
| ۱۸۹۸ | بلژیک                                |                             |
| ۱۸۹۸ | فرانسه                               |                             |
| ۱۸۹۸ | امپراتوری عثمانی                     |                             |
| ۱۹۰۲–۳ |                                      |                             |
| ۱۹۰۲ | اتریش-مجارستان                       |                             |
| ۱۹۰۲ | امپراتوری آلمان · پادشاهی پروس       | دریافت نشان عقاب سیاه       |
| ۱۹۰۲ | بلژیک                                |                             |
| ۱۹۰۲ | فرانسه                               |                             |
| ۱۹۰۲ | ایتالیا                              | دریافت نشان عالی بشارت مقدس |
| ۱۹۰۲ | پادشاهی متحد بریتانیای کبیر و ایرلند |                             |
| ۱۹۰۵ |                                      |                             |
| ۱۹۰۵ | امپراتوری آلمان · پادشاهی پروس       |                             |
| ۱۹۰۵ | اتریش-مجارستان                       |                             |
| ۱۹۰۵ | بلژیک                                |                             |
| ۱۹۰۵ | فرانسه                               |                             |
| ۱۹۰۵ | امپراتوری روسیه                      |                             |

### احمدشاه
| تاریخ                         | شهر و کشور                           | جزئیات                                                |
| ----------------------------- | ------------------------------------ | ----------------------------------------------------- |
| ۱۹۱۹–۲۰                       |                                      |                                                       |
| اکتبر ۱۹۱۹–۱۹۱۹               | فرانسه                               |                                                       |
| ۱۹۱۹ – مه ۱۹۲۰                | پادشاهی متحد بریتانیای کبیر و ایرلند | ملاقات با شاه جرج پنجم                                |
| ۱۹۲۲                          |                                      |                                                       |
| ژانویه ۱۹۲۲–۱۹۲۲              | فرانسه                               |                                                       |
| ۱۹۲۲ – دسامبر ۱۹۲۲            | پادشاهی متحد بریتانیای کبیر و ایرلند |                                                       |
| ۱۹۲۳                          |                                      |                                                       |
| ۴ نوامبر ۱۹۲۳ – ۲۱ فوریه ۱۹۳۰ | فرانسه                               | سفرش پس از سرنگونی به دست سردار سپه به تبعید تبدیل شد |

## دودمان پهلوی

### رضاشاه

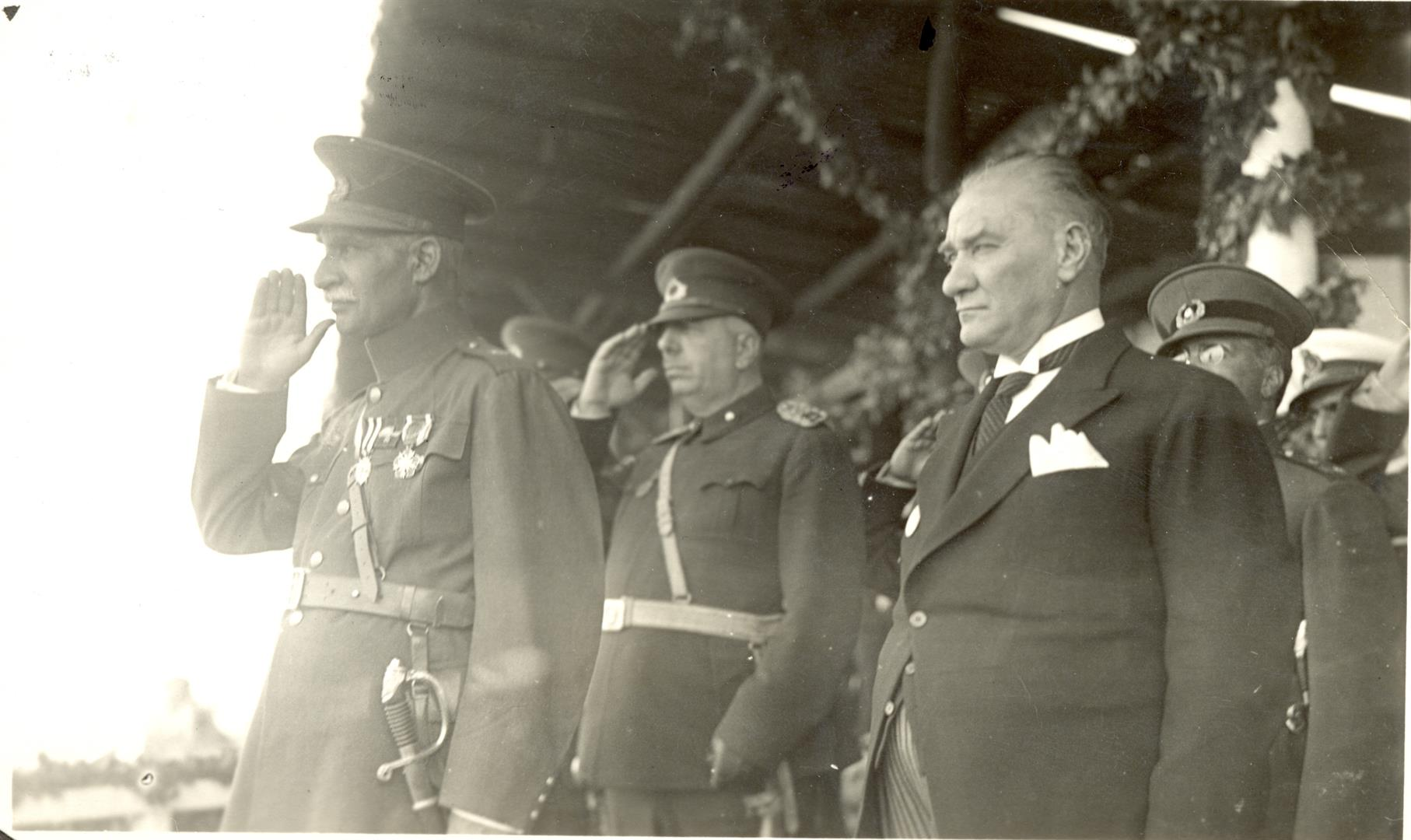
رضاشاه و آتاترک

| \| تاریخ \| شهر و کشور \| جزئیات \| \| ------------- \| ---------- \| ------------------------------------- \| \| ۱۹۳۴ \| \| \| \| ۲–۹ ژوئن ۱۹۳۴ \| ترکیه[۱] \| ملاقات با رئیس‌جمهور مصطفی کمال آتاترک \| |            |                                       |
| تاریخ | شهر و کشور | جزئیات                                |
| ۱۹۳۴ |            |                                       |
| ۲–۹ ژوئن ۱۹۳۴ | ترکیه      | ملاقات با رئیس‌جمهور مصطفی کمال آتاترک |

### محمدرضا شاه

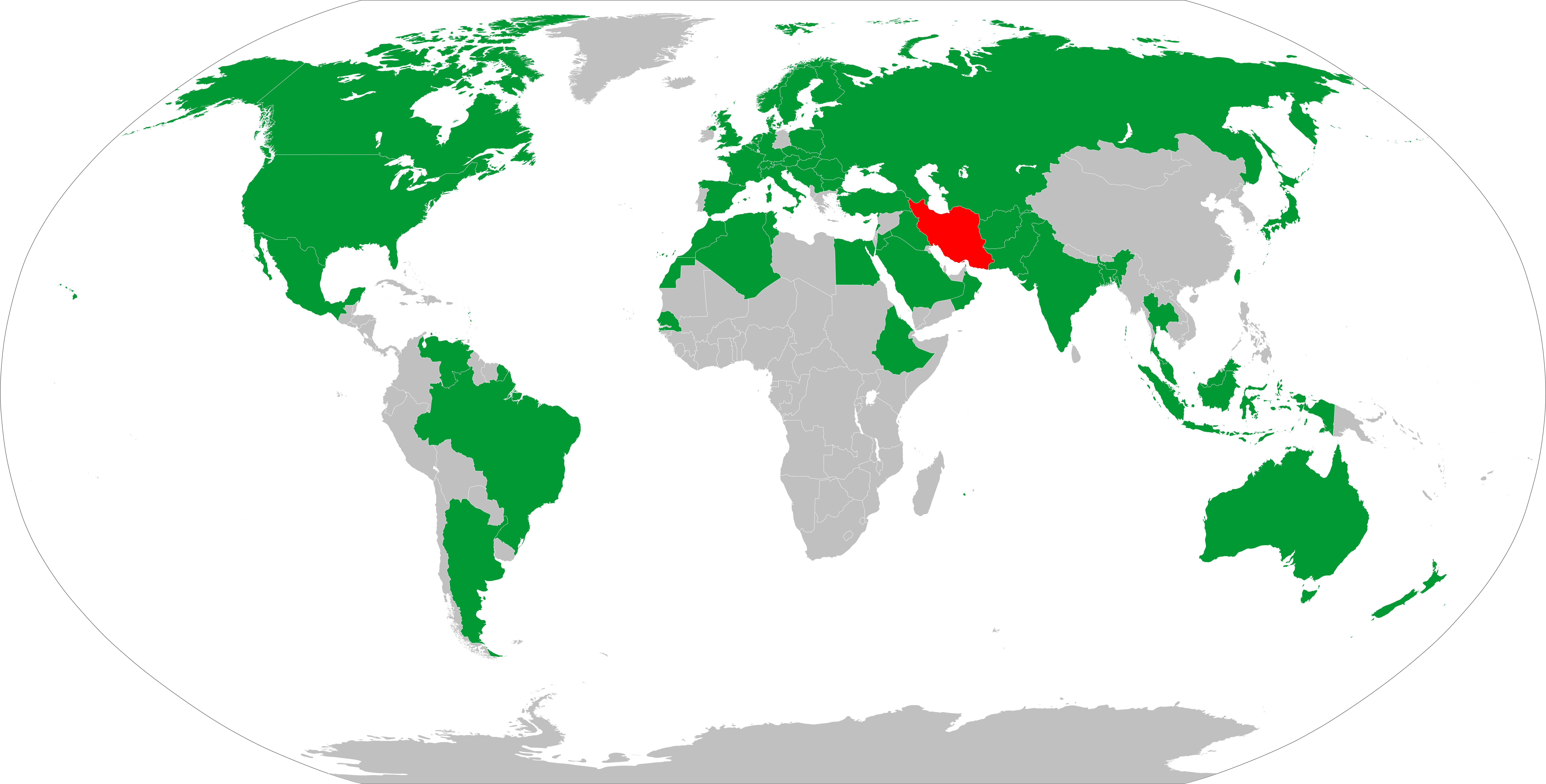
فهرست سفرهای بین‌المللی محمدرضا شاه

| تاریخ                         | شهر و کشور                       | جزئیات |
| ----------------------------- | -------------------------------- | --- |
| ۱۹۴۸                          |                                  | |
| ۱۷– ۱۹ ژوئیه ۱۹۴۸             | مالت                             | |
| ۱۹–۳۱ ژوئیه ۱۹۴۸              | بریتانیا                         | دعوت به افتتاحیه بازی‌های المپیک تابستانی ۱۹۴۸ توسط شاه جرج ششم ملاقات با شاه جرج ششم و دریافت زنجیره سلطنتی ویکتوریا |
| ۳۱ ژوئیه – ۶ اوت ۱۹۴۸         | فرانسه                           | ملاقات با رئیس‌جمهور ونسان اوریول و دریافت صلیب جنگی و نخل فرانسه                                                     |
| ۶–۱۷ اوت ۱۹۴۸                 | سوئیس                            | ملاقات با رئیس‌جمهور انریکو سلیو                                                                                      |
| ۱۷–۲۵ اوت ۱۹۴۸                | ایتالیا                          | ملاقات با رئیس‌جمهور لوئیجی ایناودی و نخست‌وزیر آلچیده د گاسپری، دریافت صلیب لیاقت برای جنگ ایتالیا                    |
| ۲۵–۲۶ اوت ۱۹۴۸                | قبرس                             | |
| ۱۹۴۹                          |                                  | |
| ۱۵ نوامبر – ۳۰ دسامبر ۱۹۴۹    | ایالات متحده آمریکا              | ملاقات با رئیس‌جمهور هری ترومن                                                                                        |
| ۱۹۵۰                          |                                  | |
| ۱–۱۶ مارس ۱۹۵۰                | پاکستان                          | ملاقات با خواجه ناظم‌الدین فرماندار کل پاکستان و نخست وزیر لیاقت علی خان                                              |
| ۴ مارس ۱۹۵۰                   | پاکستان شرقی                     | |
| ۱۹۵۴                          |                                  | |
| ۵ دسامبر ۱۹۵۴                 | لبنان                            | ملاقات با رئیس‌جمهور کمیل شمعون                                                                                       |
| ۶ دسامبر ۱۹۵۴ – ۱۰ فوریه ۱۹۵۵ | ایالات متحده آمریکا              | ملاقات با رئیس‌جمهور دوایت آیزنهاور                                                                                   |
| ۱۹۵۵                          |                                  | |
| ۱۶–۲۳ فوریه ۱۹۵۵              | بریتانیا                         | ملاقات با ملکه الیزابت دوم                                                                                           |
| ۲۳ فوریه – ۱۱ مارس ۱۹۵۵       | آلمان غربی                       | ملاقات با رئیس‌جمهور تئودور هویس                                                                                      |
| ۱۱–۱۲ مارس ۱۹۵۵               | پادشاهی عراق                     | ملاقات با ملک فیصل دوم                                                                                               |
| ۱۹۵۶                          |                                  | |
| ۱۵ فوریه – ۷ مارس ۱۹۵۶        | هند                              | ملاقات با نخست وزیر جواهر لعل نهرو                                                                                   |
| ۷–۹ مارس ۱۹۵۶                 | پاکستان                          | ملاقات با نخست وزیر چودهری محمد علی                                                                                  |
| ۱۴–۲۸ مه ۱۹۵۶                 | ترکیه                            | ملاقات با رئیس‌جمهور جلال بایار                                                                                       |
| ۲۴ ژوئن – ۱۲ ژوئیه ۱۹۵۶       | اتحاد جماهیر شوروی               | ملاقات با کلیمنت ووراشیلوف رئیس هیئت رئیسه شورای عالی اتحاد جماهیر شوروی                                             |
| ۱۹۵۷                          |                                  | |
| ۱۱–۱۶ مارس ۱۹۵۷               | عربستان سعودی                    | ملاقات با ملک سعود بن عبدالعزیز                                                                                      |
| ۲۰–۲۸ مه ۱۹۵۷                 | اسپانیای فرانکو                  | ملاقات با فرانسیسکو فرانکو و کادیو                                                                                   |
| ۱–۱۴ ژوئن ۱۹۵۷                | فرانسه                           | |
| ۱۴ ژوئن – ۱ ژوئیه ۱۹۵۷        | ایتالیا                          | |
| ۱–۵ ژوئیه ۱۹۵۷                | سوئیس                            | |
| ۵–۱۲ ژوئیه ۱۹۵۷               | فرانسه                           | |
| ۱۶–۲۳ دسامبر ۱۹۵۷             | لبنان                            | |
| ۱۹۵۸                          |                                  | |
| ۱۲ مه ۱۹۵۸                    | پاکستان                          | |
| ۱۴–۱۹ مه ۱۹۵۸                 | تایوان                           | ملاقات با رئیس‌جمهور چیانگ کای‌شک                                                                                      |
| ۱۹ مه- ۱ ژوئن ۱۹۵۸            | ژاپن                             | ملاقات با امپراتور هیروهیتو، دریافت نشان گل داوودی، حضور در مراسم افتتاحیه بازی‌های آسیایی ۱۹۵۸                       |
| ۲ ژوئن- ۱۰ ژوئیه ۱۹۵۸         | ایالات متحده آمریکا              | ملاقات با رئیس‌جمهور دوایت آیزنهاور                                                                                   |
| ۱۱ ژوئیه ۱۹۵۸                 | ایتالیا                          | |
| ۱۱–۱۴ ژوئیه ۱۹۵۸              | فرانسه                           | |
| ۱۴–۱۷ ژوئیه ۱۹۵۸              | ترکیه                            | ملاقات با رئیس‌جمهور جلال بایار و رئیس جمهور پاکستان اسکندر میرزا, حضور در همایش سازمان پیمان مرکزی                   |
| ۲۷ نوامبر -۲ دسامبر ۱۹۵۸      | ایتالیا                          | ملاقات با رئیس‌جمهور جیووانی گرونچی                                                                                   |
| ۳۰ نوامبر ۱۹۵۸                | واتیکان                          | ملاقات با پاپ ژان بیست‌وسوم                                                                                           |
| ۳ دسامبر ۱۹۵۸                 | سوئیس                            | |
| ۱۹۶۰                          |                                  | |
| فوریه ۱۹۶۰                    | پاکستان                          | [ ۱۶ ] |
| ۱۹۶۱                          |                                  | |
| مه ۱۹۶۱                       | نروژ                             | [ ۱۶ ] |
| اکتبر ۱۹۶۱                    | فرانسه                           | ملاقات با رئیس‌جمهور شارل دو گل                                                                                       |
| آوریل ۱۹۶۱                    | ایالات متحده آمریکا              | [ ۱۶ ] |
| ۱۹۶۴                          |                                  | |
| ژوئن ۱۹۶۴                     | ایالات متحده آمریکا              | [ ۱۶ ] |
| ۱۹۶۵                          |                                  | |
| مارس ۱۹۶۵                     | بریتانیا                         | [ ۱۶ ] |
| مه ۱۹۶۵                       | برزیل                            | [ ۱۶ ] |
| مه ۱۹۶۵                       | آرژانتین                         | [ ۱۶ ] |
| مه ۱۹۶۵                       | کانادا                           | [ ۱۶ ] |
| ژوئیه ۱۹۶۵                    | اتحاد جماهیر شوروی               | [ ۱۶ ] |
| ۱۹۶۶                          |                                  | |
| سپتامبر ۱۹۶۶                  | جمهوری خلق بلغارستان             | [ ۱۶ ] |
| سپتامبر ۱۹۶۶                  | جمهوری خلق مجارستان              | [ ۱۶ ] |
| سپتامبر ۱۹۶۶                  | جمهوری خلق لهستان                | [ ۱۶ ] |
| ۱۹۶۷                          |                                  | |
| مارس ۱۹۶۷                     | پاکستان                          | [ ۱۶ ] |
| مارس ۱۹۶۷                     | آلمان غربی                       | [ ۱۶ ] |
| مارس ۱۹۶۷                     | چکسلواکی                         | [ ۱۶ ] |
| ژوئن ۱۹۶۷                     | ترکیه                            | [ ۱۶ ] |
| ژوئن ۱۹۶۷                     | فرانسه                           | [ ۱۶ ] |
| ژانویه ۱۹۶۷                   | تایلند                           | [ ۱۶ ] |
| ژانویه ۱۹۶۷                   | مالزی                            | [ ۱۶ ] |
| ۱۹۶۸                          |                                  | |
| ژوئن ۱۹۶۸                     | امپراتوری اتیوپی                 | [ ۱۶ ] |
| سپتامبر ۱۹۶۸                  | اتحاد جماهیر شوروی               | [ ۱۶ ] |
| ۱۹۶۹                          |                                  | |
| ژانویه ۱۹۶۹                   | هند                              | [ ۱۶ ] |
| آوریل ۱۹۶۹                    | تونس                             | [ ۱۶ ] |
| ۱۹۷۰                          |                                  | |
| ژوئن ۱۹۷۰                     | فنلاند                           | [ ۱۶ ] |
| دسامبر ۱۹۷۰                   | اتحاد جماهیر شوروی               | [ ۱۶ ] |
| ژوئیه ۱۹۷۰                    | جمهوری سوسیالیستی رومانی         | [ ۱۶ ] |
| ۱۹۷۱                          |                                  | |
| ژوئن ۱۹۷۱                     | کانادا                           | [ ۱۶ ] |
| ۱۹۷۲                          |                                  | |
| اکتبر ۱۹۷۲                    | اتحاد جماهیر شوروی               | [ ۱۶ ] |
| اکتبر ۱۹۷۲                    | جمهوری فدرال سوسیالیستی یوگسلاوی | [ ۱۶ ] |
| اکتبر ۱۹۷۲                    | جمهوری سوسیالیستی رومانی         | [ ۱۶ ] |
| اکتبر ۱۹۷۲                    | جمهوری خلق لهستان                | [ ۱۶ ] |
| ۱۹۷۳                          |                                  | |
| ژوئیه ۱۹۷۳                    | بریتانیا                         | [ ۱۶ ] |
| ژوئیه ۱۹۷۳                    | ایالات متحده آمریکا              | [ ۱۶ ] |
| اکتبر ۱۹۷۳                    | فرانسه                           | [ ۱۶ ] |
| ۱۹۷۴                          |                                  | |
| سپتامبر ۱۹۷۴                  | استرالیا                         | [ ۱۶ ] |
| سپتامبر ۱۹۷۴                  | نیوزیلند                         | [ ۱۶ ] |
| سپتامبر ۱۹۷۴                  | اندونزی                          | [ ۱۶ ] |
| سپتامبر ۱۹۷۴                  | هند                              | [ ۱۶ ] |
| ۱۹۷۵                          |                                  | |
| ژانویه ۱۹۷۵                   | مصر                              | [ ۱۶ ] |
| ژانویه ۱۹۷۵                   | اردن                             | [ ۱۶ ] |
| مه ۱۹۷۵                       | ونزوئلا                          | [ ۱۶ ] |
| مه ۱۹۷۵                       | مکزیک                            | [ ۱۶ ] |
| مه ۱۹۷۵                       | ایالات متحده آمریکا              | [ ۱۶ ] |
| مه ۱۹۷۵                       | اردن                             | [ ۱۶ ] |
| ۱۹۷۶                          |                                  | |
| ژانویه ۱۹۷۶                   | ایالات متحده آمریکا              | [ ۱۶ ] |
| فوریه ۱۹۷۶                    | اسپانیا                          | [ ۱۶ ] |
| فوریه ۱۹۷۶                    | سنگال                            | [ ۱۶ ] |
| مارس ۱۹۷۶                     | پاکستان                          | [ ۱۶ ] |
| آوریل ۱۹۷۶                    | پاکستان                          | [ ۱۶ ] |
| آوریل ۱۹۷۶                    | بریتانیا                         | [ ۱۶ ] |
| آوریل ۱۹۷۶                    | ایالات متحده آمریکا              | [ ۱۶ ] |
| ۱۹۷۷                          |                                  | |
| ۱۹۷۷                          | ایالات متحده آمریکا              | [ ۱۶ ] |
| ۱۹۷۷                          | فرانسه                           | [ ۱۶ ] |
| ۱۹۷۸                          |                                  | |
| ۱۹–۲۲ مه ۱۹۷۸                 | مجارستان                         | [ ۱۷ ] |